# Amina Rouba
Amina Rouba, född 9 september 1986, är en algerisk roddare.
Rouba tävlade för Algeriet vid olympiska sommarspelen 2012 i London, där hon slutade på 26:e plats i singelsculler.
Vid olympiska sommarspelen 2016 i Rio de Janeiro slutade Rouba på 21:a plats i singelsculler.